# トーマス・ビーチャム
第2代ユーアンズヴィルのビーチャム準男爵トーマス・ビーチャム（英語: Sir Thomas Beecham, 2nd Baronet, CH、1879年4月29日：セント・ヘレンズ（ランカシャー州） – 1961年3月8日：ロンドン）は、イギリスの指揮者。

## 生涯

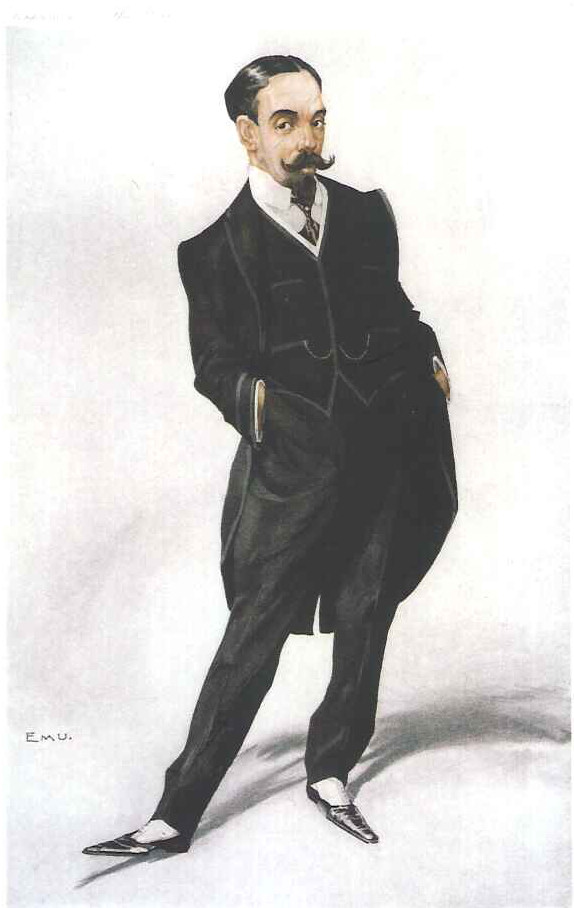
ビーチャムのカリカチュア（1910年）

ビーチャム製薬（現：グラクソ・スミスクライン）の御曹司として裕福な家庭に生まれる。ピアノを学んだり家に来た音楽家から各種楽器や作曲を学び、また父に連れられて国内外のコンサートやオペラ上演を鑑賞したりもしたが、結局学校での音楽の専門的教育は受けなかった（後年、モーリッツ・モシュコフスキらから学びなおしている）。オックスフォード大学に短期間在籍（中退）後、アマチュア・オーケストラの指揮者などを経て、1899年にハンス・リヒターの代役でハレ管弦楽団を指揮し、プロの指揮者としてデビューを飾った。一説には適当な代役がいなかったため、楽員が冗談半分で推薦したところ、本当に指揮台に上がったということである。
突然のプロ・デビューののち、ビーチャムは莫大な財産を惜しげも無く投じ、まずは巡業オペラ団を結成し、これは数年続いた。次にいくつか自前のオーケストラを創設した。また、この頃にディーリアスと知り合う。1910年からはロイヤル・オペラ・ハウスを自腹で借り切って、自分の思うとおりのオペラ上演を開始した。半分以上はロンドン初演で当たり外れも大きく、決して充実した実入りにはならなかったものの、損失補填分は父に借財してどうにか凌いだ。1915年にはビーチャム・オペラ・カンパニーを創設、しばらくはオペラ指揮者として活動したが、1932年にロンドン・フィルハーモニー管弦楽団を創設。また同年にロイヤル・オペラ・ハウスの音楽監督に就任し、再び自分の望みどおりのオペラ上演に専念できることとなった。この頃から国外での指揮活動も始め、ニューヨーク・フィルハーモニックやザルツブルク音楽祭（1931年）の指揮台に立った。
第二次世界大戦中はアメリカとオーストラリアで活動を行い、メトロポリタン歌劇場の常連となった。その一方で、アメリカに行ったことでロンドン・フィルを手放す結果となった。戦後の1946年には新たにロイヤル・フィルハーモニー管弦楽団を創設、生涯にわたりイギリス音楽界に多大なる貢献をした。
1960年、ロイヤル・フィルの次期首席指揮者にルドルフ・ケンペを指名して、現役を事実上引退、翌1961年に死去した。

## レパートリー

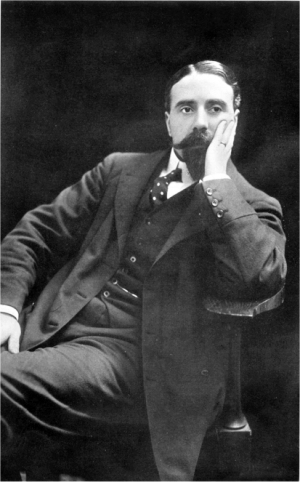
1910年10月のビーチャム

ビーチャムは幅広いレパートリーを誇り、正規レコーディングだけでも採り上げた作曲家の数は69人、そして録音曲の数は477曲を数えたという。ビーチャムの演奏は常に生き生きとした演奏をして、聴衆を大いに喜ばせた。ジョン・エリオット・ガーディナーは『アート・オブ・コンタクティング』の中で「彼の演奏は玉のような宝石があふれ出てくるようである」と評している。

### 主要レパートリーとレコーディング
ヘンデルやハイドン、モーツァルト、ベルリオーズやシューマンなどロマン派の作曲家、ロシア国民楽派、プッチーニ、グリーグ、シベリウス、そしてディーリアスといったところがビーチャムのレパートリーの核である。
ヘンデル、ハイドン、モーツァルト
ヘンデルの『メサイア』（ユージン・グーセンス版）、ハイドンの交響曲第104番『ロンドン』、モーツァルトの交響曲第38番『プラハ』『魔笛』といったところを特に得意とし、『魔笛』に関しては台詞抜きながら世界初録音（1937年、ベルリン・フィルハーモニー管弦楽団）も果たしている。ヘンデルは『メサイア』のほか、自身の編曲による楽曲もいくつか指揮している。

ロマン派音楽とフランス音楽
『イタリアのハロルド』（ヴィオラ：ウィリアム・プリムローズ）、シューベルトの交響曲第5番、シューマンの『マンフレッド』、『カルメン』、『ファウスト』、『ホフマン物語』など、メジャーなものから現在でもあまりレコーディングされないような曲目まで幅広く取り上げた。ビゼーの発掘された交響曲ハ長調もしばしば取り上げている。また、『ファウスト』のバレエ音楽を指揮している最晩年（1959年）の映像が残されている。

ディーリアス
ビーチャムは1907年以来ディーリアスと親交を結び、ディーリアスの詩情あふれる音楽を高く評価し、数多く演奏してイギリスのコンサート・プログラムに定着させた。またディーリアスの作品中、出来が今一つな作品を手直しして、いわゆる「ビーチャム校訂版」を広く知らしめた。ディーリアスは自身の作品に他人の手が入ることを極度に嫌っていたが、ビーチャムのアドバイスが的を射ていたものだったため、ビーチャムだけを例外としたのである。なお、ビーチャムはディーリアスの印象を「枢機卿のようだ」と回想している。また、ウォルター・レッグ曰く「ディーリアスはビーチャムが完全に自己同化できる作曲家」だった。

ロシア音楽、リヒャルト・シュトラウス、プッチーニ、シベリウス
ロシアものに関しては主要な作品はことごとくレコーディングしている。リヒャルト・シュトラウスも若い頃からの主要レパートリーであり、同時に親交も篤かった。ビーチャムは、ヴェルディよりプッチーニを好んでおり、ビクトリア・デ・ロス・アンヘレスがミミを、ユッシ・ビョルリングがロドルフォを歌った『ラ・ボエーム』はビーチャムの“ディーリアス以外での”代表的録音とされる。シベリウスも親交の篤かった作曲家であり、一説にはイギリスでシベリウス演奏をメジャー化する嚆矢となったのがビーチャムだと言われている。

### 3大退屈男
ドイツの大作曲家のいわゆる「3大B」（バッハ、ベートーヴェン、ブラームス）のことを少々意地悪に、音楽史上の「3大退屈男」と呼んだことがある。とはいえ、はなから拒絶したわけでもなく、ベートーヴェンは全交響曲や協奏曲をしばしば演奏し、レコーディングも行っている。交響曲に関しては第2番と第7番が十八番だったようであり、また、2007年になって第9番のライヴ録音がBBCからリリースされた（これでレコーディング記録がないのは第1番と第5番のみ。ちなみに、第5番はプロデビューで指揮している）。さらには、『ミサ・ソレムニス』のライヴ録音も残されているほか、現在では「トルコ行進曲」と序曲しかレコーディングされることがほぼない劇付随音楽『アテネの廃墟』全曲をレコーディングしている。ブラームスも交響曲第2番や『悲劇的序曲』を戦前にレコーディングしている。
なお、エルガーとは交響曲第1番の演奏を巡ってトラブルとなり、以降は犬猿の仲となった。作品の一部をトリミングしたことが原因といわれている。しかしビーチャムはエルガー没後、自身の晩年になって再びエルガーの作品をレパートリーに加えた。

## 人物
ビーチャムは機智にとんだ人柄でも有名だった。また、映像に残された最晩年のリハーサル風景でも、楽員と冗談を交わしている。決して楽員に対しては高圧的には振舞わなかった。リヒャルト・シュトラウスとの1910年以来の親交は、思わぬところで効果を発揮した。第二次世界大戦後、あらゆる手段を尽くして生きているかどうかも定かではなかったシュトラウスの消息を掴み、イギリスの指揮台に立たせた（そして、シュトラウスは行く先々で「あなたが、あの『美しく青きドナウ』（作曲はヨハン・シュトラウスII世）の作曲者なのですか?」という質問を投げかけられることとなった）。
ブルーノ・ワルターがロンドン・デビューをするきっかけを作ったのもビーチャムであり、またセルゲイ・ディアギレフやフョードル・シャリアピンといったロシアの名だたる芸術家・音楽家とも親交を結んだ。
自慢の財力と持ち備えたセンスで、若い頃から大々的な活動を繰り広げたビーチャムを突き動かしたのは、ある意味「音楽の開拓者」という使命感だったと言われている。1910年代のオペラ上演にしても、前述のとおり馴染み薄い初演物ばかりで結果的に赤字となったわけであるが、それでもさらりと「一般的には当たらないとされる公演」を通年的にやってのけるあたり、尋常ならざる使命感（そしてほぼ底のない一族の財力）に支配されていた結果だとも言える。もっとも、イギリス音楽界に多大な貢献をしたとはいえ、ビーチャムは他の音楽関係者からは「傍流」「異端」と見なされることも多かったようである。
協奏曲では派手に動いて目立とうとし、ソリスト泣かせの指揮者とも知られていた。1928年のアメリカでのデビュー時はウラディミール・ホロヴィッツとの共演でのチャイコフスキーピアノ協奏曲第1番だったが、ホロヴィッツとはテンポが合わず、リハーサルではホロヴィッツのテンポに合わせたが本番では自分のテンポで指揮をした。これに対してホロヴィッツは、最終楽章でビーチャムを無視して自分のテンポでオーケストラをリードしたという（この時ビーチャムは暗譜で指揮をしたが、あまりよく覚えていなかったという）。
音楽プロデューサーのウォルター・レッグは、ビーチャムをして「おそらく、イギリスが生んだ最後の偉大な変人」と評した。

## 評価
イギリスで実際にビーチャムの演奏に接した野村光一は、ビーチャムに関して「ウッドやロナルドとは少々相違していると想ふ。指揮が実際なかなか巧い」（野村光一『レコード音楽読本』）と好評価を与えている。しかしビーチャムの音盤を販売していた日本コロムビアにはワルターやワインガルトナーら、さらに売れ筋アーティストがいたため、絶対的な人気は得られなかった。
サー・エイドリアン・ボールト、サー・マルコム・サージェント、サー・ジョン・バルビローリら後輩のイギリスの指揮者と同様に現役時の評価は決して高くはなかったが、没後CD期に入ってビーチャムの演奏は再評価されている。
また、ハロルド・C・ショーンバーグはビーチャムについて「彼の解釈は、決して切れ切れに乾涸びてはいなかった。実際、同じ作品の演奏が、演奏会の度ごとに大きく変わった。ビーチャムの指揮には、ーー最もよい意味でのーー即興演奏の要素が多くあった。いつも何か違ったこと、何か予期せぬことが起こるのではなかろうか、という感じがあった」と評している。